# Estación de Crespos
Crespos es un apeadero ferroviario situado en el municipio español homónimo en la provincia de Ávila, comunidad autónoma de Castilla y León. Cuenta con servicios de Media Distancia operados por Renfe. 

## Situación ferroviaria
Las instalaciones se encuentran situadas en el punto kilométrico 47,656 de la línea férrea de ancho ibérico que une Ávila con Salamanca, a 931 metros de altitud, entre las estaciones de Narros del Castillo y de San Pedro del Arroyo. El tramo es de vía única y está sin electrificar.

## Historia

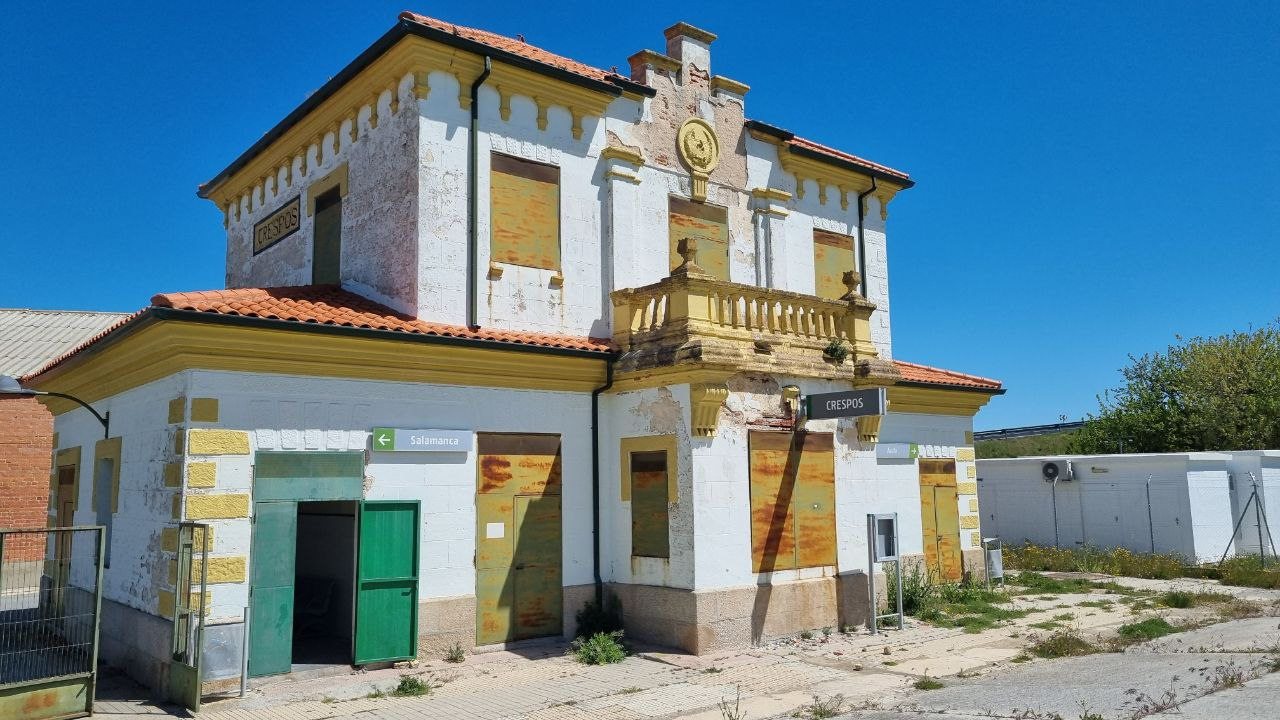

La estación fue puesta en funcionamiento el 29 de junio de 1924 con la apertura del tramo San Pedro del Arroyo-Peñaranda de Bracamonte de la línea Ávila-Salamanca. Las obras corrieron a cargo del Estado que tuvo que encargarse del trazado ante la incapacidad de las empresas titulares de la concesión de concluir las obras que se habían quedado estancadas en Peñaranda de Bracamonte y los problemas por adjudicar la línea a nuevas compañías. Tras un breve paso por la Primera División de Ferrocarriles, en 1928 la estación pasó a ser gestionada por la Compañía Nacional de los Ferrocarriles del Oeste que en 1941 se integró en RENFE.
Desde el 31 de diciembre de 2004 Adif es la titular de las instalaciones.

## Servicios ferroviarios

### Media Distancia
Tienen parada en la estación los trenes de Media Distancia que cubren el trayecto entre Madrid, Ávila y Salamanca. El servicio se reduce a un tren por sentido.
| Línea MD | Servicio | Origen/Destino      | Paradas intermedias | Destino/Origen          |
| -------- | -------- | ------------------- | --- | ----------------------- |
| 13       | MD       | Madrid-Príncipe Pío | Villalba · El Escorial · Ávila · Cardeñosa de Ávila · San Pedro del Arroyo · Crespos · Narros del Castillo · Peñaranda de Bracamonte · Villar de Gallimazo · Babilafuente · San Morales · Aldealengua · Salamanca | Salamanca-La Alamedilla |